# Malochova skalka
Malochova skalka je přírodní památka na levém břehu Berounky nedaleko vesnice Druztová v okrese Plzeň-sever. Chráněné území je v péči Krajského úřadu Plzeňského kraje.

## Předmět ochrany
Předmětem ochrany je teplomilná květena např. pěchava vápnomilná (Sesleria caerulea), hvozdík svazčitý (Dianthus armeria), bělozářka větevnatá (Anthericum ramosum), mochna jarní (Potentilla verna) rostoucí na třech spilitových skalkách v porostu dubohabrového lesa na příkrém svahu orientovaném na západ. Přírodní památka ev. č. 234 byla vyhlášena v roce 1970 na území 2,21 ha. Spravuje ji Krajský úřad Plzeňského kraje jako řízenou rezervaci.

## Fotogalerie

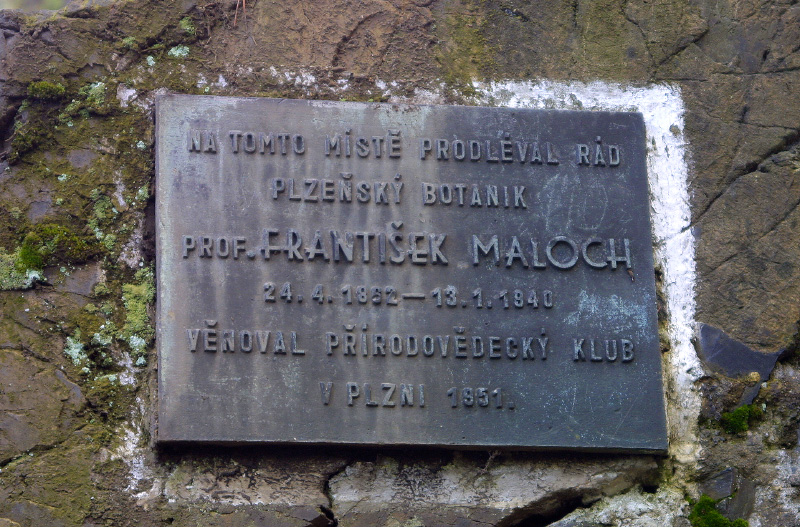
pamětní deska
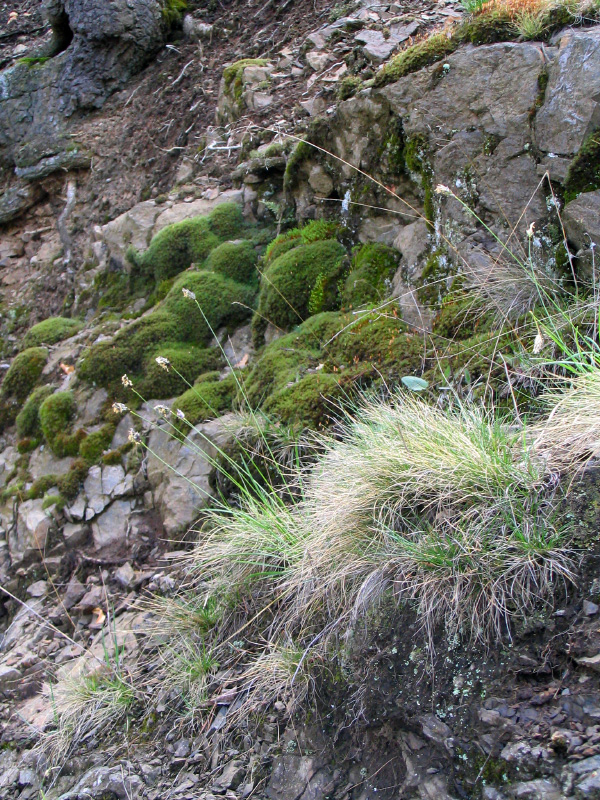
pěchava vápnomilná
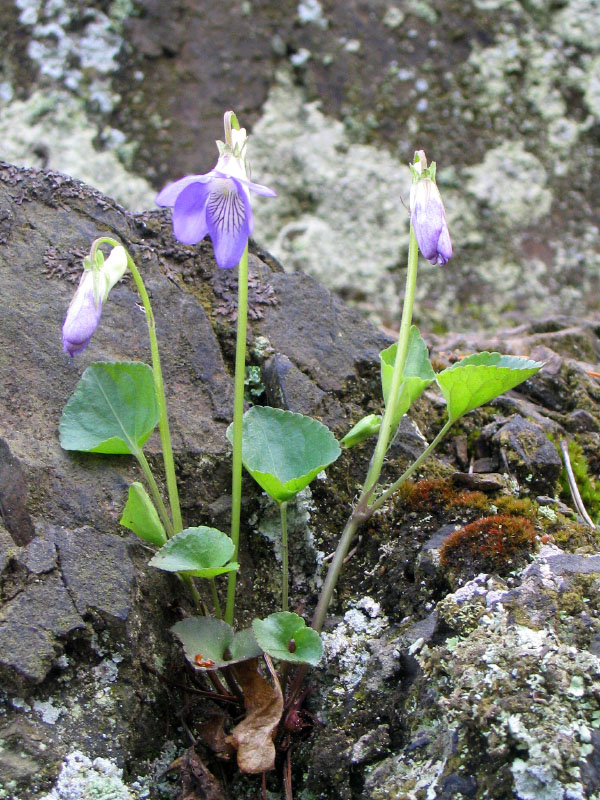
violka Rivinova
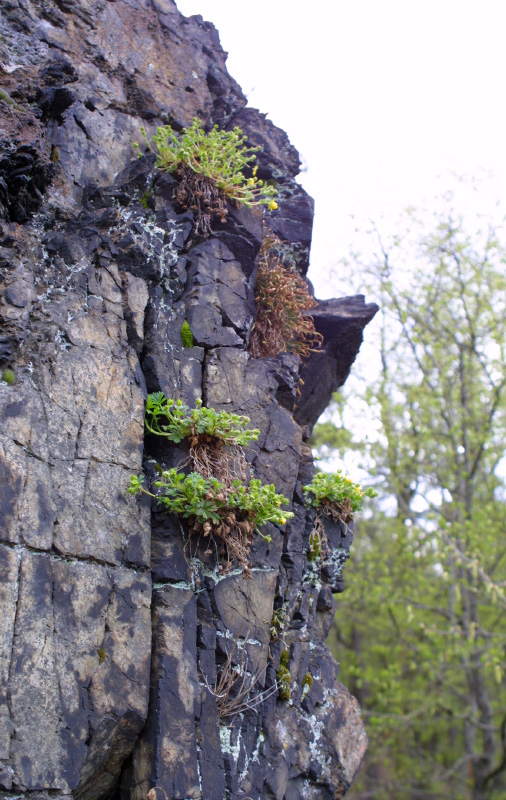
mochna jarní na skále
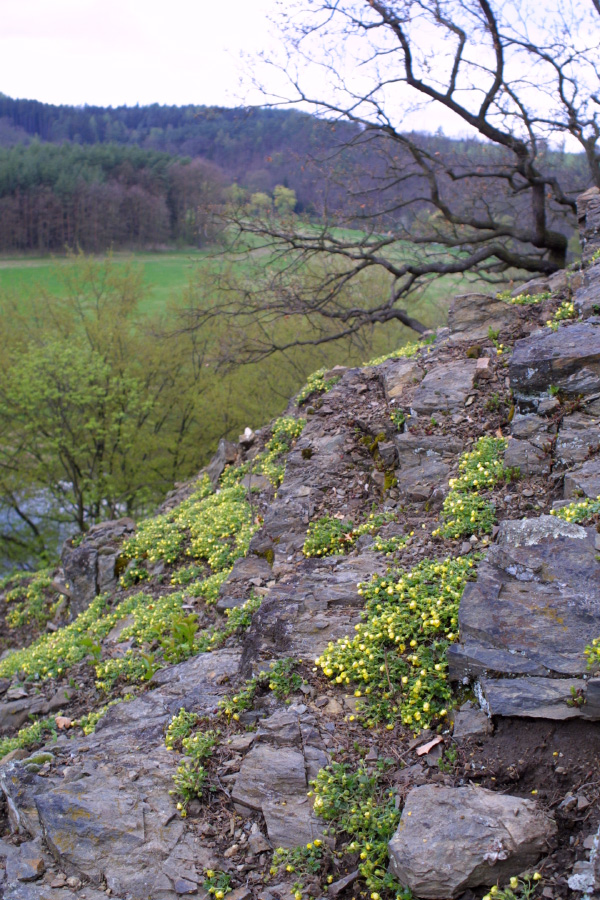
polštáře mochny